# مديرية غانداكي
مديرية غانداكي هي مدينة من مدن نيبال. اُشتق الاسم من نهر غانداكي.